# スラローム (スノーボード)
スラロームは、スノーボード競技のアルパイン種目の1つである。SLと略される。バイク・車などに使われるスラロームと同じでジグザグの意味である。ここでは、スノーボード競技の種目について解説する。

## 概要
スラロームはアルパイン種目の中でも、最もフラッグの間隔が狭い種目である。それだけに、素早く正確なターン技術が要求されるため、ジャイアントスラロームやスーパーGの「スピード系種目」と比較して、「テクニカル系種目」とも呼ばれる。

## コース
セッターと呼ばれるコース設定の技術者が、コース上に三角フラッグをそれぞれポールを2本用いて左右に振って複数立てる。通常は15-50ターンの間で設定される。
以前はスキーと同じく、滑走ライン側に立てるインポールも、滑走ラインの反対側に立てるアウトポールもロングポールを使用していたが、現在ではインポールはショートポールが使われている。
フラッグは赤と青が一般的だが、ほかの色が使われることもある。通常、白など雪と同化して見えにくい色はルールで規制されている。
近年は、同じコースを左右に並べて設置し、同時に2人が滑走して勝ち上がり形式で行う「デュアル・スラローム」（略DU）が主流となっている。

## 装備
通常はアルパインボードという固めで細めのスノーボードに、プラスチック製のハードブーツを使用する。競技会によってはフリースタイル種目用のスノーボード専用のクラスが設けられることもある。

## 競技
アウトポールとインポールを結ぶ線のインポール側の延長線上を滑り、タイムを競う。インポールへ乗り上げたり、踏み倒したりした場合は不通過により失格となる。
通常は2本滑り、その合計時間で順位を決定する。2本目のフラッグ設定は変える場合が多い。